# Stringlandschaft
Die Stringlandschaft bezeichnet die Gesamtmenge aller möglichen Lösungen der Stringtheorie. Dabei sind beispielsweise die unterschiedlichen Calabi-Yau-Mannigfaltigkeiten, die verschiedenen Beschreibungen des Verhaltens der D-Branen, die verschiedenen ISB-Modelle ("Intersecting-Brane"-Modelle) oder die unterschiedlichen String-Vakua gemeint. Allerdings liegt die vermutete Anzahl verschiedener Lösungen ungefähr bei 10500 oder auch bis zu 10272.000.

## Überblick
Da die String-Gleichungen überaus komplex sind, haben sie mehrere verschiedene Lösungen, die alle ein Universum mit bestimmten freien Parametern, Falschen Vakua und kompaktifizierten Dimensionen beschreiben. Irgendwo in dieser „Landschaft“ befinden sich auch die Werte für unser Universum. Hierbei spielt auch das anthropische Prinzip eine Rolle, welches sofort die „Gegenden“ der Landschaft ausschließt, dessen Parameter kein intelligentes Leben im Universum ermöglichen.
Mit dem Bayesschen Wahrscheinlichkeitsbegriff lässt sich auch ausrechnen, wie wahrscheinlich bestimmte diesbezügliche Konfigurationen im Universum sind.

## Zusammenhang mit dem ISB-Modell
Im Jahr 2003 wurde ein Modell entwickelt, welches D-Branen beschreibt, die sich schneiden, also miteinander interagieren. Dabei interpretiert es die topologischen Eigenschaften dieser Branen als ausschlaggebend für die Gesetze, welche im Universum gelten, da jede andere „Branenkonfiguration“ ein anderes Modell unseres Universums beschreibt. Auch hier gibt es eine Stringlandschaft, also eine Sammlung aller möglichen topologischen Konfigurationen, wobei jene für unser Universum noch gefunden werden muss.